# Nederland's Adelsboek
Het Nederland's Adelsboek, ook wel het Rode Boekje genoemd, is een in 1903 gestarte reeks, die van 1903 tot en met 1980 werd uitgegeven door N.V. Uitgeverij W.P. van Stockum & Zoon. Vanaf 1981 vormde de voormalige redactie de Raad van advies van het Adelsboek en werd het boekje door het Centraal Bureau voor Genealogie (CBG) uitgegeven. Eind 2014, na de uitgave van het laatste deel van de nieuwe historische reeks, is het CBG gestopt met de uitgave.
Het geeft een weergave van de genealogieën van alle Nederlandse adellijke families. Vanaf deel 10 werden zij alfabetisch gepubliceerd in dertien achtereenvolgende reeksen. Bij afronding van een serie A-Z wordt een nieuwe reeks gestart. De meeste reeksen geven alleen de zogenaamde état présent, de huidige levende leden, weer. Drie keer werd een reeks begonnen die ook de historische delen van de genealogie volledig weergeeft: van 1912 tot 1918, van 1940 tot 1953 en de laatste van 1988 tot 2014.
In 1988 startte de laatste historische reeks; deze reeks werd op 28 november 2014 afgesloten met de verschijning van deel 98 (2013-2014), het 20e en laatste deel uit die reeks, ter gelegenheid waarvan een symposium werd georganiseerd en eerste exemplaren van het laatste deel werden uitgereikt aan de vicevoorzitter van de Nederlandse Adelsvereniging en de oud-secretaris van de Hoge Raad van Adel, mr. Otto Schutte. Deze laatste historische reeks bevat de namen van alle personen die vanaf 1814 tot het jaar van verschijnen deel hebben uitgemaakt van de Nederlandse adel.
Vanaf 2016 wordt de état présent van de Nederlandse adel verzorgd door de Stichting Uitgave Nederland's Adelsboek (SUNA) en opnieuw uitgegeven door Uitgeverij Verloren. In 2024 werd het 100-ste deel van Nederland's Adelsboek gepresenteerd en aangeboden aan O.R.H. baron Wittert van Hoogland, kleinzoon van een van de oprichters van de serie Nederland's Adelsboek.

## Bijzondere uitgaven
In gelijkaardige banden verschenen in de loop der tijd enkele uitgaven buiten de reeks. In 1913 verscheen van de hand van mr. E.B.F.F. baron Wittert van Hoogland het eerste deel van De Nederlandsche adel omvattende alle Nederlandsche adellijke geslachten in de noordelijke en zuidelijke Nederlanden met een historisch overzicht; dit eerste deel behandelde de geslachten die begonnen met de letters A tot en met E, maar andere delen zijn niet verschenen. Daarnaast verschenen er twee delen Historisch gedeelte die een alfabetisch overzicht gaven van alle geadelde geslachten met hun godsdienst, herkomst, stamvader en de adelsbesluiten; het eerste deel verscheen in 1925, het tweede in 1930. Voorts verschenen er drie lexicografische registers op de delen 1912-1918 (1933), de delen 1919 tot 1927 (1938) en op de delen 1928-1939 (1951). In 1949 verscheen het deeltje Opmerkingen over de geslachten, behandeld in het Nederland's adelsboek van de hand van W.J.J.C. Bijleveld. Tot slot verscheen in 1937 in een soortgelijke uitvoering maar op groter formaat het Portret-album van den Nederlandschen adel, eveneens samengesteld door Wittert van Hoogland, dat alle portretten bevatte die in de eerste 35 delen van de reeks waren opgenomen, maar nu met biografische gegevens over hun ouders, functies, onderscheidingen en eventuele huwelijken en kinderen.

## Gelijkaardige seriewerken
Naast het adelsboek bestaat het genealogisch naslagwerk Nederland's Patriciaat, het Blauwe Boekje, gestart in 1910. Het zogenaamde La Haye diplomatique et mondain, ook wel het Groene Boekje, een wie-is-wie voor de Haagse bovenklasse, was qua inhoud en functie wel enigszins verwant met het Blauwe en het Rode Boekje.
De Etat présent de la noblesse belge is de alfabetische genealogie van de Belgische adellijke families; de derde reeks (1984 tot 2002) was eveneens een historische reeks. Ondertussen verscheen de vierde reeks en is sinds 2017 de vijfde reeks aangevat. Het is het equivalent van het Nederland's Adelsboek. 
Een ander standaardwerk betreffende (Europese) adel is het Genealogisches Handbuch des Adels (1951-2015) en diens opvolger, het Gothaisches genealogisches Handbuch (2015-); in de laatste twee seriewerken zijn ook Nederlandse adellijke families opgenomen, of de niet-Nederlandse takken van in de Nederlandse adel ingelijfde personen.